# Constantino Chiwenga
Constantino Guveya Dominic Nyikadzino Chiwenga (nacido como Constantine Guveya Chiwenga el 25 de agosto de 1956 en el Distrito de Wedza, Rodesia del Sur) es un militar y político zimbabuense, actual Vicepresidente de Zimbabue.
General del Ejército zimbabuense, también sirvió como Comandante de las Fuerzas de Defensa de Zimbabue. Es conocido por liderar y dirigir el golpe de Estado del 15 de noviembre de 2017 contra el presidente Robert Mugabe, quien llevaba en el cargo desde 1980.

## Vida personal
Nació en 1956 en el Distrito de Dedza de la provincia de Mashonalandia Oriental, en la entonces colonia británica de Rodesia del Sur. El general Chiwenga fue educado hasta el 4.º grado en la Misión de Santa María en Hwedza, junto con el Mariscal del Aire Perence Shiri y el General de Brigada Shungu, Comandante de la Brigada Mecanizada. El 29 de julio de 2016, cambió su nombre a Constantino Guveya Dominic Nyikadzino Chiwenga.

## Guerra de los Arbustos de Rodesia
Se unió a la guerra en 1973 y se formó en Mozambique como militante de ZANLA. Chiwenga adoptó el nombre de guerra de "Dominic Chinenge". Subió para convertirse en Comandante Provincial para Masvingo / Provincia de Gaza, delegado por George Chiweshe, que era el Comisario Provincial. Posteriormente fue promovido al Alto Mando en 1978 para ocupar el puesto de comisario político adjunto de ZANLA como adjunto de Josiah Tungamirai.

## Carrera en el Ejército de Zimbabue
En 1981 fue atestiguado por el recién formado Ejército Nacional de Zimbabue como general de brigada al mando de la Primera Brigada en Bulawayo. Más tarde fue promovido al rango de mayor general y volvió a utilizar su nombre original de Constantine Chiwenga.
A principios de la década de 1980, después de fracasar en el curso básico de oficiales en el Zimbabwe Staff College, sobornó a un oficial subalterno para que le diera las respuestas para un curso práctico de personal de nivel intermedio. Se alega que aceptó un documento codificado en verde con soluciones sugeridas que están disponibles solo después del examen. Chiwenga fue expulsado del curso después de negarse a nombrar al oficial subalterno que le había entregado el periódico. Luego pasó a pegarse un tiro en un hombro en un atentado contra su vida y fue ingresado en el Hospital Parirenyatwa en Harare.
En la formación de las Fuerzas de Defensa de Zimbabue (ZDF) en 1994 fue promovido al rango de Teniente General y fue nombrado comandante del Ejército. Tras el retiro del General Vitalis Zvinavashe en 2004, fue ascendido al rango de Comandante de las Fuerzas de Defensa de Zimbabue.
Chiwenga es el presidente del Comando de Operaciones Conjuntas, que comprende los comandantes del ZNA, Servicios Penitenciarios, Organización Central de Inteligencia, Policía de la República de Zimbabue y la Fuerza Aérea de Zimbabue. Participó activamente durante el programa de reforma agraria de Zimbabue y es beneficiario de las incautaciones de tierras con una próspera granja cerca de Harare. Chiwenga y su esposa también están en la lista de sanciones para aquellos funcionarios zimbabuenses a los que no se les permite ingresar a la Unión Europea y Estados Unidos.

## Derrocamiento de Mugabe en 2017
La crisis política en Zimbabue llegó a su punto crítico el 6 de noviembre de 2017, cuando el presidente Robert Mugabe destituyó al vicepresidente Emmerson Mnangagwa. Mnangagwa huyó del país dos días después, citando "amenazas incesantes" contra su familia. Mientras tanto, Chiwenga estaba en una visita oficial en China, donde se enteró de que Mugabe había ordenado su arresto a su regreso a Zimbabue. Sin embargo, los soldados leales a Chiwenga, disfrazados de manipuladores de equipaje, dominaron a la policía en el aeropuerto y despejaron el camino para su llegada el 12 de noviembre de 2017.
El 13 de noviembre, Chiwenga emitió un comunicado de prensa en el que castigaba a los responsables de los despidos de funcionarios del gobierno en el partido gobernante ZANU-PF. Advirtió que las fuerzas armadas se verían obligadas a intervenir si no se detiene la "purga". En respuesta, el vocero de ZANU-PF, Simon Khaya-Moyo, lanzó un comunicado de prensa acusando a Chiwenga de "conducta traidora".
El 14 de noviembre se informó que soldados y vehículos militares blindados fueron vistos dirigiéndose hacia la capital, Harare. Varios caminos fueron bloqueados más tarde en la ciudad, incluido el que lleva a la residencia privada del presidente Robert Mugabe, así como uno que conduce a la emisora nacional alineada ZANU-PF, Zimbabwe Broadcasting Corporation (ZBC). En las primeras horas del día siguiente, el portavoz militar, el mayor general SD Moyo, apareció en la televisión ZBC anunciando que los militares no habían tomado el control del país y que el presidente y su familia estaban a salvo. También anunció que las fuerzas armadas estarían "atacando a criminales a su alrededor [Mugabe] que están cometiendo crímenes ... que están causando sufrimiento social y económico en el país". Más tarde se informó que varios políticos de ZANU-PF y ministros del gobierno fueron detenidos o arrestados, incluido el ministro de Finanzas, Ignatious Chombo.

#### Supuesta participación china
Días antes del golpe, Chiwenga visitó China para reunirse con altos líderes militares de ese país, incluidos los generales Chang Wanquan y Li Zuocheng. La visita de Chiwenga a la República Popular China ha estado bajo escrutinio, con especulaciones de que había buscado la aprobación tácita de Pekín para una posible acción contra Mugabe. Sin embargo, el Ministerio de Relaciones Exteriores chino dijo que su visita fue un "intercambio militar corriente". La embajada china en Sudáfrica calificó los informes de la participación china de "autocontradictorios, llenos de falacias lógicas y llenos de malas intenciones".